# پرچم‌بالان
پرچم‌بالان (نام علمی: Polythoridae) نام یک تیره از زیرراسته سنجاقک است.